# もんでんあきこ
もんでん あきこは、日本の漫画家。女性。北海道三笠市出身、札幌市在住。血液型はAB型。北海道岩見沢東高等学校卒業。北海道芸術デザイン専門学校卒業。代表作に『竜の結晶』、『アイスエイジ』など。
1983年、20歳の時に『週刊マーガレット』（集英社）でデビュー。その後、レディースコミック誌『Ami Jour』（双葉社）や、青年誌『ヤングアニマル』（白泉社）などでの活動を経て、現在は『コーラス』（集英社）などの女性誌に作品を発表している。
近年は『ビッグコミックスペリオール』（小学館）などの青年誌にも作品を発表。2010年には年に数回の頻度で描いていたBL作品も「モンデンアキコ」名で出している。
若い頃からのバイク乗りで「2サイクル車は私の青春」との発言がある。
2023年4月時点で、日本漫画家協会参与。

## 主な作品
- 都会の樹氷（1986年、双葉社）
- トーク・トゥ・ミー（1987年、双葉社）
- マスカレードの夏（1987年、双葉社）
- 幾春と別れて（1988年、双葉社）
- TAMIKOさんの恋人（1989年、双葉社）
- エンジェルの鼓動（1991年 - 1992年、Ami Jour、双葉社）全2巻
- 女戦士（アマゾネス）の末裔（1993年、双葉社）
- DNAは苦悩する（1995年 - 1996年、スコラ）全2巻
- 竜の結晶（1996年 - 1999年、ヤングユー、集英社）全10巻
- 太陽と雪のかけら（1999年 - 2000年、コーラス、集英社）全3巻
- 青春の絆創膏（2001年、双葉社）
- ANGE -地雷原の天使-（2000年 - 2001年、ヤングアニマル、白泉社）
- P.D.エージェンシーの報告書（2000年 - 2001年、コーラス、集英社）全3巻
- ラブスパルタン（2003年、集英社）全2巻
- 秘密×秘密（2000年 - 2005年、COMIC MIU、恋愛よみきりMAX、秋田書店）全2巻
- アイスエイジ（2003年 - 2008年、コーラス、集英社）全10巻
- ワーキンガールH。（2004年、週刊プレイボーイ、集英社）全2巻
- …のような気がする。（2001年 - 2005年、Jourすてきな主婦たち、双葉社）
- もんでんあきこthe best―愛しみ、深く（2005年、集英社）
- 君が世界の中心（2006年、あおば出版）
- その男、タカ -加藤鷹ゴッドフィンガー伝説-（加藤鷹原案、2005年 - 2007年、週刊プレイボーイ、集英社）全3巻
- 愛がなければ（2005年 - 連載中[要出典]、恋愛よみきりMAX、秋田書店）既刊1巻
- アイスエイジII（2009年 - 2010年、コーラス、集英社）全3巻
- 女衒夜話 （2009年 、コーラス、集英社）
- 一円の男（2010年、花音、芳文社） 表記はモンデンアキコ
- メッセージ（2010年、コーラス、集英社）
- アリエナイ日曜日（2010年、コーラス、集英社）
- 銭ドク -MONEY DOCTOR- （2010年 - 2011年、ビッグコミックスペリオール）1巻
- リミッター（2012年、花音、芳文社（表記はモンデンアキコ））
- 雪人（YUKITO）（原作：大沢在昌『北の狩人』、2011年 - 2013年、ビッグコミックスペリオール、小学館）全5巻
- 自家恋愛中毒（2014年、花音、芳文社） 表記はモンデンアキコ）
- ナギと嵐（2014年 - 2015年、集英社）全3巻
- すべて愛のしわざ（2017年 - 2019年、恋愛LoveMAX、秋田書店）全3巻
- エロスの種子（2017年 - 、グランドジャンプPREMIUM、増刊グランドジャンプめちゃ、集英社）既刊9巻
- ブルース（原作：桜木紫乃、2019年 - 2021年、グランドジャンプめちゃ、集英社）全2巻（上下巻）、コミカライズ。
- #カワイイ死ね #極北で笑う（『JOUR』2025年5月号[5]） - 『#アンソロジー #アオハル不倫 #カワイイ死ね』に収録。